# David Bennett (Transplantationspatient)
David Bennett (* 4. November 1964 in Hagerstown, Maryland; † 8. März 2022 in Baltimore, Maryland) war ein US-Amerikaner, dem 2022 im Alter von 57 Jahren als erstem Menschen in einer Xenotransplantation das genetisch modifizierte Herz eines Schweins eingepflanzt wurde.

## Leben
Der 1964 geborene Bennett stammte aus dem US-amerikanischen Bundesstaat Maryland und war Handwerker. 1988 wurde er wegen Körperverletzung und des verdeckten Tragens einer Waffe zu zehn Jahren Haft verurteilt, von denen er sechs verbüßte. Bennett hatte in einer Bar einen Mann mit mehreren Messerstichen niedergestochen. Das Opfer blieb zeitlebens von der Hüfte abwärts gelähmt, hatte mit zahlreichen medizinischen Schwierigkeiten einschließlich eines Schlaganfalls zu kämpfen und starb 2007. In einer Zivilklage wurde Bennett zu einer Schadensersatzzahlung von 3,4 Millionen Dollar verurteilt. Die Straftat wurde nach der Herztransplantation Bennetts auch unter medizinethischen Gesichtspunkten medial diskutiert.

### Erkrankung, Transplantation und Tod
Bennett litt an einer fortgeschrittenen Herzinsuffizienz, begleitet von Herzrhythmusstörungen. Aufgrund unzureichender Therapietreue – er hatte sich unter anderem nicht ausreichend um seine Blutdruckkontrolle bemüht – sahen ihn die behandelnden Ärzte als ungeeignet für eine Allotransplantation an. Es wurde bezweifelt, ob man angesichts sehr knapper menschlicher Organe ein solches einem Menschen geben dürfe, dessen Compliance im Anschluss nicht gesichert sei. Daher wurde mit Bennetts Zustimmung bei der Food and Drug Administration eine Ausnahmegenehmigung zur Transplantation eines Schweineherzens beantragt.
Den Eingriff unternahm am 7. Januar 2022 der US-amerikanische Herzchirurg Bartley P. Griffith am University of Maryland Medical Center in Baltimore.
Die Klinik berichtete am 10. Januar mit einem Video aus dem Operationssaal und einem Bild des isolierten Schweineherzens. Der Patient hatte dabei den typischen Zeitraum einer raschen Abstoßungsreaktion überstanden, war bei Bewusstsein und reflektierte seine Situation. Er wisse, dass es „ein Schuss ins Dunkel“ sei, doch es sei seine letzte Chance. Er freue sich, bald aufzustehen, zitierte ihn die Klinik. Am 18. Januar war Bennett von der Herz-Lungen-Maschine abgenommen und konnte mit seiner Umgebung kommunizieren.
Einen Monat nach dem Eingriff wurde berichtet, dass der Patient weiterhin bettlägerig sei. Mit Physiotherapie wurde versucht, ihn zu mobilisieren. Eine Abstoßungsreaktion auf das fremdartige Organ sei bis dahin ausgeblieben.
Zwei Monate nach der Transplantation starb Bennett am 8. März 2022, nachdem sich zuvor sein Gesundheitszustand über einige Tage verschlechtert hatte.
Etwa zwei Monate nach Bennetts Tod gaben Mediziner bekannt, es wäre bei ihm ein Schweinevirus nachgewiesen worden. Weiterhin hieß es, es sei möglich, dass das Virus todesursächlich gewesen sei. Auch könne es sich still verhalten haben und keine Auswirkungen auf den Patienten gehabt haben. Ebenfalls komme eine Kombination mit anderen, zur Todesursache beitragenden Faktoren in Betracht.